# Helados con queso
El postre helados con queso es postre típico ecuatoriano que  se forma al unir helado de paila (una combinación de zumos de frutas, claras de huevo y azúcar, que van formando una crema dentro de una paila posada sobre hielo, que antiguamente era traído del volcán Imbabura, con crema de leche y queso.

## El helado de paila
El nacimiento del helado de paila se da en la ciudad de Ibarra y se le atribuye a Rosalía Suárez, quien en 1896 realizó esta mezcla por primera vez, este postre está presente en las familias ecuatorianas ya por cinco generaciones.

## Historia del postre
Su origen se remonta alrededor de 1996, cuando en las heladerías de Ibarra, se empezó a añadir queso rallado al tradicional helado de paila, esta idea se generó debido a la cercanía de la ciudad con el vecino país de Colombia, en donde ponen queso rallado a las ensaladas de frutas.
La suma de nuevas presentaciones y emprendimientos se difundió en todas las heladerías de la ciudad y se volvió un postre propio de la misma, siendo el helado con queso ecuatoriano e ibarreño.

## Consumo de helados en Ecuador
Según la revista Ekos la cantidad de helados pedidos en Ecuador se duplicó en el último 2021, siendo Guayaquil, Quito y Cuenca las ciudades con un registro alto de órdenes en el consumo. Este consumo se relaciona a cualquier tipo de helado, siendo los sabores más pedidos: vainilla, chocoavellana, mixto, chocolate y con cobertura de chocolate.